# Мирен, Клара
Клара Мирен (швед. Klara Myrén; 25 мая 1991, Густаф, коммуна Сетер, Швеция) — шведская хоккеистка, игравшая на позиции нападающего. Большую часть карьеры провела в клубе женской хоккейной лиги Швеции (Рикссериен) «Лександ». С 2011 по 2015 год время учёбы в Вермонтском университете играла за студенческую команду «Вермонт Катамаунтс». После завершения карьеры в 2015 году, в сезоне 2019/20 сыграла 10 матчей за команду второго шведского дивизиона «Фалу», исполняя обязанности играющего ассистента тренера. Игрок национальной сборной Швеции, в составе которой выступала на трёх чемпионатах мира (2008, 2009 и 2012) и на хоккейном турнире Зимних Олимпийских игр 2010. В составе юниорской сборной Швеции становилась бронзовым призёром чемпионата мира до 18 лет (2009). Рекордсменка юниорской сборной Швеции по количеству результативных передач и штрафных минут на одном мировом первенстве, лидер среди шведских хоккеисток по штрафному времени на юниорских чемпионатах мира.

## Биография
Клара Мирен родилась в приходе Густаф, коммуна Сетер, в семье Леннарта Мирен-Перссона и Биргитты Мирен. У неё три сестры (Майя, Кайса и Эбба) и брат Адам. Хоккеем начала заниматься в команде «Бурлэнге». В 2015 году, в возрасте 13 лет, Мирен сыграла 5 матчей за клуб «Брюнес» в плей-офф первого дивизиона женского чемпионата Швеции. В сезоне 2005/06 продолжила играть с мальчиками в «Бурлэнге» (до 16 лет). В 2016 году она записалась в хоккейную школу «Лександ» и дебютировала за основную команду в высшем дивизионе чемпионата Швеции. В своей первой игре Клара забросила шайбу и отдала результативную передачу. В сезоне 2007/08 Мирен стала лидером команды в нападении: она забросила 13 шайб в 14 матчах регулярного чемпионата, что стало лучшим показателем среди новичков лиги в сезоне. В плей-офф юная хоккеистка стала лучшим бомбардиром команды, набрав 8 (5+3) результативных баллов в 5 играх. В январе 2008 года она приняла участие на юниорском чемпионате мира 2008 в Калгари. Мирен показала высокую результативность, набрав 6 (3+3) очков, и была включена в тройку лучших игроков своей сборной по итогам турнира. В этом же году Клара впервые участвовала на чемпионате мира в составе сборной Швеции. Скандинавки по итогам мирового первенства заняли пятое место, а Мирен стала лучшим снайпером своей команды, забросив 3 шайбы.
В сезоне 2008/09 Мирен много выступала за юниорскую и основную сборные Швеции. На юниорском чемпионате мира 2009 она помогла команде завоевать бронзовые медали, набрав 10 (2+8) баллов за результативность в 5 матчах. Ей принадлежит действующий рекорд юниорской сборной Швеции по количеству результативных передач (8) на одном турнире мирового первенства. Она принимала участие на чемпионате мира 2009, на котором шведки заняли 4-е место, проиграв в матче за бронзовые медали хозяевам турнира, сборной Финляндии. В чемпионате Швеции Мирен продолжила демонстрировать результативный хоккей, особенно в плей-офф лиги. Перед началом чемпионата 2009/10 её назначили альтернативным капитаном «Лександа». Большую часть сезона Мирен провела в национальной сборной, готовящейся к хоккейному турниру Зимних Олимпийских игр 2010 в Ванкувере. Она была включена в итоговую заявку, став самой юной шведской хоккеисткой на турнире. Сборная Швеции не сумела завоевать медаль на Играх, проиграв в матче за 3-е место сборной Финляндии. В сезоне 2010/11 Мирен показала лучшую результативность в составе «Лександа», набрав 24 (11+13) очка в 21-м матче. По окончании сезона, в 2011 году, Клара получила четырёхлетнюю стипендию в Вермонтском университете и покинула Лександ.
С сезона 2011/12 Мирен стала играть за студенческую команду «Вермонт Катамаунтс». Как и вся команда шведка демонстрировала низкую результативность и 27-ми матчах чемпионата набрала только 8 (3+5) очков. В 2012 году она приняла участие на чемпионате мира 2012, который проводился на домашней арене Вермонтского университета в Берлингтоне. Клара отдала на турнире одну результативную передачу; сборная Швеции заняла пятое место в общем зачёте. Следующий сезон сложился для Мирен более удачно в «Катамаунтс».16 октября 2012 года она повторила рекорд студенческой команды Вермонта по количеству набранных очков в одном матче — 4. В игре против в «Юниона» она забросила две шайбы и отдала две результативные передачи. Всего за весь чемпионат шведка набрала 18 (5+13) очков в 25 играх. В следующие два года результативность Мирен постепенно снижалась. Несмотря на это, в 2013 году она была назначена альтернативным капитаном «Вермонта», а через год капитаном команды. В феврале 2015 года Клара Мирен объявила о завершении карьеры. По словам Мирен, причиной ухода из спорта является изменение её жизненных приоритетов.
В 2019 году Мирен решила играть и исполнять функции играющего тренера в команде «Фалу» из второго дивизиона чемпионата Швеции. Вместе с Линой играла её бывшая одноклубница по «Лександу» — Лина Вестер. Вдвоём они провели 10 матчей за «Фалу», в которых суммарно набрали 123 результативных балла: 62 у Вестер и 61 у Мирен.

## Статистика
| Легенда | Легенда                    | Легенда | Легенда                   | Легенда | Легенда    |
| ------- | -------------------------- | ------- | ------------------------- | ------- | ---------- |
| И       | Количество проведённых игр | Штр     | Штрафное время            | +/−     | Плюс-минус |
| Г       | Голы                       | П       | Голевые передачи          | О       | Очки       |
| -       | Статистика неизвестна      | —       | Статистика не учитывалась |         |            |

### Международная
По данным: Eurohockey.com и Eliteprospects.com

## Достижения
Командные
| Год  | Команда         | Достижение                                  | Достижение |
| ---- | --------------- | ------------------------------------------- | ---------- |
| 2009 | Швеция (юниор.) | Бронзовый призёр юниорского чемпионата мира |            |

- По данным Eliteprospects.com.

## Рекорды
Швеция (до 18)
- Наибольшее количество штрафных минут на юниорских чемпионатах мира — 26
- Наибольшее количество передач на одном юниорском чемпионате мира — 8 (2009)
- Наибольшее количество штрафных минут на одном юниорском чемпионате мира — 14 (2008) (совместно с Элен Бенн и Линой Беклин)

По данным: Eliteprospects.com